# American Institute of Physics
L'American Institute of Physics (AIP), fondata nel 1931,  è una società senza scopo di lucro statunitense che ha per scopo la promozione della fisica, delle sue applicazioni e del suo insegnamento.

## Società
L'AIP è un'associazione di dieci società che operano nei diversi campi della Fisica. Originariamente era formata da cinque società:
- Acoustical Society of America
- American Association of Physics Teachers
- American Physical Society
- Optical Society of America
- The Society of Rheology

Dalla metà degli anni sessanta a quella degli anni ottanta si sono aggiunte altre cinque società:
- American Association of Physicists in Medicine (1973)
- American Astronomical Society (1966)
- American Crystallographic Association (1966)
- American Geophysical Union (1986)
- AVS (American Vacuum Society): Science & Technology of Materials, Interfaces, and Processing (1976)

Vi sono anche delle società affiliate all'AIP:
- American Association for the Advancement of Science Section on Physics
- American Chemical Society, Division of Physical Chemistry
- American Institute of Aeronautics and Astronautics
- American Meteorological Society
- American Nuclear Society
- American Society of Civil Engineers
- ASM International: The Materials Information Society
- Astronomical Society of the Pacific
- Biomedical Engineering Society
- Council on Undergraduate Research, Physics & Astronomy Division
- The Electrochemical Society
- Geological Society of America
- IEEE Nuclear & Plasma Sciences Society
- International Association of Mathematical Physics
- International Union of Crystallography
- JCPDS: The International Centre for Diffraction Data
- Laser Institute of America
- Materials Research Society
- Microscopy Society of America
- The National Society of Black Physicists
- The Polymer Processing Society
- Society for Applied Spectroscopy
- SPIE: The International Society for Optical Engineering

## Storia e attività[1]
L'American Institute of Physics (AIP) è stata fondata nel 1931 in risposta ai problemi di finanziamento causati dalla Grande depressione. La Chemical Foundation fornì il finanziamento iniziale e i leader della fisica americani hanno formato una società per la "promozione e la diffusione della conoscenza della scienza della fisica e delle sue applicazioni per il benessere umano", soprattutto con la realizzazione di economie nella pubblicazione di riviste e il mantenimento di liste di appartenenza.
Successivamente l'AIP ha anche lavorato per promuovere la cooperazione tra i diversi segmenti della comunità dei fisici e per migliorare la comprensione pubblica della scienza.
Al momento della sua costituzione formale nel 1932, l'AIP comprendeva cinque società con una adesione totale di circa 4.000 persone. Con le altre cinque che si aggiunsero dalla metà degli anni sessanta supera oggi le 100.000 persone.
Fin dall'inizio l'AIP ha pubblicato riviste scientifiche per conto delle società membri, alle quali ne ha aggiunto di proprie. La sua pubblicazione di più largo interesse e diffusione è Physics Today, inaugurata nel 1948. La prima rivista online dell'AIP, Applied Physics Letters Online è apparso nel 1995. Tutte le riviste AIP sono state rese disponibili per gli abbonati on-line dal 1997. A partire dal 2000, in collaborazione con AIP L'American Physical Society ha creato una serie di riviste virtuali e di collezioni on-line di documenti provenienti da vari periodici di scienze fisiche.
Parallelamente all'attività editoriale, l'istituto ha attivato vari servizi per le società membri.
Dal 1947 servizi di collocamento in carriera.
Dalla metà degli anni cinquanta, programmi riguardanti: Media e informazione pubblica, statistiche sull'occupazione, formazione e supporto all'insegnamento della fisica.
Dai primi anni sessanta è nato il Centro per la Storia della Fisica, con la Biblioteca Niels Bohr, che raccoglie collezioni di libri, manoscritti e materiale audiovisivo.
Nel frattempo l'AIP ha continuato a favorire la comunicazione e lo collaborazione tra i fisici di ogni genere.
Originariamente situato interamente a New York, l'AIP ha spostato la maggior parte delle sue operazioni editoriali a Woodbury (Long Island - NY) nel 1979. Dal 1980 l'Istituto ha trasferito parte della sua attività di informazione pubblica e istruzione nella zona di Washington per essere più vicini al governo federale e a molte società membri. Nel 1993 la sede centrale, alcune riviste e altri programmi di fisica si sono trasferiti a College Park, Maryland; editoria e altri servizi continuano ad essere centrato a Long Island, trasferendosi nuovamente nel 1998 da Woodbury a Melville.
Il controllo generale è esercitato da un Consiglio Direttivo di 42 membri, 37 dei quali sono nominati dalle società membri in base alle loro dimensioni. Le operazioni sono supervisionate da un Comitato Esecutivo minore di rappresentanti della società membri, da un presidente del consiglio di amministrazione, da un segretario e da un direttore esecutivo. Questa struttura confederale è unica tra le organizzazioni scientifiche e ha permesso ai fisici di coordinare le loro attività e di esercitare influenza, ben al di là delle modeste dimensioni e della grande diversità che caratterizzano la comunità.

## Pubblicazioni
L'AIP è un importante editore di riviste di Fisica:
- Applied Physics Letters  Scitation: Applied Physics Letters. URL consultato il 22 aprile 2018 (archiviato dall'url originale il 3 ottobre 2006).
- Biomicrofluidics
- History of Physics Newsletter. URL consultato l'8 novembre 2017 (archiviato dall'url originale il 10 aprile 2011), AIP Center for History of Physics.
- Journal of Applied Physics
- Journal of Chemical Physics
- Journal of Mathematical Physics
- Journal of Renewable and Sustainable Energy
- Journal of Physical & Chemical Reference Data
- Chaos
- Low Temperature Physics
- Physics of Fluids
- Physics of Plasmas
- Physics Today  physicstoday.org,  https://web.archive.org/web/20000926000039/http://www.physicstoday.org/ (archiviato dall'url originale il 26 settembre 2000).
- Review of Scientific Instruments  rsi.aip.org,  https://web.archive.org/web/20131012091257/http://rsi.aip.org/ (archiviato dall'url originale il 12 ottobre 2013).

## Scitation
Scitation (http://scitation.aip.org) è una directory scientifica, le cui pagine sono scritte in linguaggio Java Server, contenente gli articoli delle riviste pubblicate dalle società membri di AIP, ma anche quelli di altre società, che si rivolgono a Scitation per l'hosting degli articoli.

## Riconoscimenti e premi
L'AIP attribuisce numerosi premi e riconoscimenti. Tra di essi:

### Medaglia Tate
L'AIP conferisce ogni due anni la Medaglia Tate per il servizio alla professione della fisica.
Il premio trae il nome da John Torrence Tate, in onore del suo servizio alla comunità dei fisici. È conferita a cittadini non statunitensi in riconoscimento per la leadership internazionale nella fisica relativamente alla capacità di organizzazione, promozione e servizio del lavoro dei fisici, e non alla realizzazione della ricerca in prima persona.
Comporta un attestato, una medaglia di bronzo e un premio in denaro di 10.000 USD.
Il vincitore è scelto dal consiglio di amministrazione dell'Istituto, su indicazione da parte di un comitato nominato per lo scopo.
I premiati ad oggi sono:
- 1961 Paul Rosbaud
- 1966 H.W. Thompson
- 1972 Gilberto Bernardini
- 1978 Abdus Salam
- 1981 Pierre Aigrain
- 1989 Edoardo Amaldi
- 1992 Roald Sagdeev
- 1996 Willibald Jentschke
- 2003 Herwig Franz Schopper
- 2005 Erio Tosatti
- 2007 Yu Lu
- 2009 Gustav-Adolf Voss
- 2011 Jean Trân Thanh Vân